# Han Soon-chul
Han Soon-chul (kor. 한순철, ur. 30 grudnia 1984 w Seulu) – południowokoreański bokser wagi lekkiej, wicemistrz olimpijski z Londynu. Wziął także udział na Letnich Igrzyskach Olimpijskich 2008 w Pekinie.
W 2012 roku podczas Letnich Igrzysk Olimpijskich zdobył w wadze lekkiej srebrny medal. W 1/16 finału pokonał Egipcjanina Mohameda Ramadana, w 1/8 wygrał z Białorusinem Wazgienem Safarjancem, w ćwierćfinale pokonał Uzbeka Fazliddina Gaibnazarova, a w półfinale zdołał pokonać Litwina Evaldasa Petrauskasa. Soon-chul dopiero w finale poległ z Ukraińcem Wasylem Łomaczenko. Soon-Chul wystartował także na Letnich Igrzyskach Olimpijskich 2008 w Pekinie, jednak tam odpadł już w 1/16 finału.
Dwa razy w karierze sięgał po medal igrzysk azjatyckich (2006, 2010).